# Hinterer Gosausee
Der Hintere Gosausee befindet sich im oberösterreichischen Teil des Salzkammergutes im Gemeindegebiet von Gosau, am Nordfuß des Dachsteinmassivs und liegt auf 1154 m ü. A. Der sehr naturnahe Hintere Gosausee ist Teil des Naturschutzgebiet Dachstein in den Gemeinden Gosau, Hallstatt und Obertraun (N098). Der See befindet sich im Besitz der Österreichischen Bundesforste.

## Geographie
Der See im Salzkammergut befindet sich rund 8 km südlich des Ortszentrums von Gosau im Talschluss des Gosautals. Zum See führt eine Forststraße, die für den öffentlichen Verkehr gesperrt ist.
Der annähernd kreisförmige See hat eine maximale Länge von 800 m und eine maximale Breite von 600 m. Die Oberfläche beträgt etwa 31 Hektar. Die tiefste Stelle mit 36 m befindet sich in der Seemitte. Seine Felswanne stellt ein vom Gletscher ausgeschürftes Zungenbecken dar. An der Südwestseite ziehen vom eiszeitlich übersteilten Gosaukamm mächtige Schuttkegel bis zum See herab. Der See weist eine weitgehend naturnahe Uferlinie auf.

## Hydrologie
Die Speisung des Sees erfolgt einerseits aus unterirdischen Zuflüssen, die unter anderem sowohl vom Großen Gosaugletscher als auch vom Hallstätter Gletscher beeinflusst werden. Eine karsthydrologische Besonderheit ist die Estavelle im See, wodurch je nach hydrologischen Verhältnissen völlig unterschiedliche Fließrichtungen vorherrschen. Bei hohen Seewasserständen fungiert die Kluft am Hinteren Gosausee als Quelle. Bei tiefen Seewasserständen ist diese Kluft als Schwinde wirksam. Über ein Höhlensystem fließt das Wasser zum Waldbachursprung, der Riesenquelle des Waldbachs, und weiter über den Mühlbach in den Hallstätter See. Außerdem fließt der See zu Quellen des Gosaubachs im Gosautal, weit unterhalb des Vorderen Gosausees, ab. Andererseits wird der Hintere Gosausee oberflächlich vom periodisch aktiven Kreidebach gespeist, der im Süden einmündet, wo er einen Schwemmkegel aufschüttet. Die Estavelle verleiht dem See die Charakteristik eines natürlichen Stausees und der Wasserstand schwankt je nach Zu- und Abflussregime. Die Spiegelschwankungen können bis zu 15 m betragen. Nur bei Hochwasser bzw. bei der Schneeschmelze im Frühling wird neben der Karst-Riesenquelle Launigg (⊙) u. a. ein Bachbett als Überlauf aktiv und füllt die Gosaulacke auf.

## Flora und Vegetation
Am Südwestufer befindet sich ein – für Oberösterreich seltener – Moorbirken-Lawinarwald. Er setzt sich hauptsächlich aus Sträuchern und raschwüchsigen Pionierhölzern zusammen. Neben der Moor-Birke (Betula pubescens) sind dies vor allem Eberesche (Sorbus aucuparia), Latsche (Pinus mugo), Kahle Weide (Salix glabra), Großblättrige Weide (Salix appendiculata), Gebirgs-Rose (Rosa pendulina), Schwarze Heckenkirsche (Lonicera nigra) und Filz-Steinmispel (Cotoneaster tomentosus). Auf Grund der Steilheit des Geländes und der daraus resultierenden Lawinenaktivität liegt auf dieser Talseite die Waldgrenze in nur 1300 bis 1400 m ü. A. Die subalpine Fichtenstufe tritt nicht auf; der krüppelwüchsige Buchen-Bergahornwald verzahnt sich direkt mit subalpinen Latschen und Grünerlengebüsch. Am Nordostufer befindet sich das Naturwaldreservat Kogelgasselwald.
Im Zuge einer vegetationskundlichen Kartierung 2005 konnten im See keine Makrophyten festgestellt werden.

## Fauna
Der Fischbestand setzt sich aus Elritzen (Phoxinus phoxinus) und Seesaibling (Salvelinus alpinus) zusammen. Der nährstoffarme Gebirgssee ist ein wichtiges Laichbiotop für Bergmolche (Ichthyosaura alpestris) und Grasfrösche (Rana temporaria).

## Wirtschaft und Tourismus
Am südlichen Ende des Sees befinden sich die im Sommer bewirtschaftete Hohe Holzmeisteralm (1164 m ü. A.) und eine Jagdhütte. Da der Hintere Gosausee im Sommer fallweise Temperaturen knapp über 20 °C erreicht, wird er vereinzelt zu Badezwecken genutzt.